# یپس، اسپانیا
یپس، اسپانیا (به اسپانیایی: Yepes) یک شهرستان در اسپانیا است که در Ocaña واقع شده‌است.

## خصوصیات
یپس ۸۵ کیلومترمربع مساحت و ۵٬۲۰۰ نفر جمعیت دارد و ۶۹۹ متر بالاتر از سطح دریا واقع شده‌است.